# Karangpucung (Tambak)
Karangpucung is een bestuurslaag in het regentschap Banyumas van de provincie Midden-Java, Indonesië. Karangpucung telt 3133 inwoners (volkstelling 2010).